# Futon

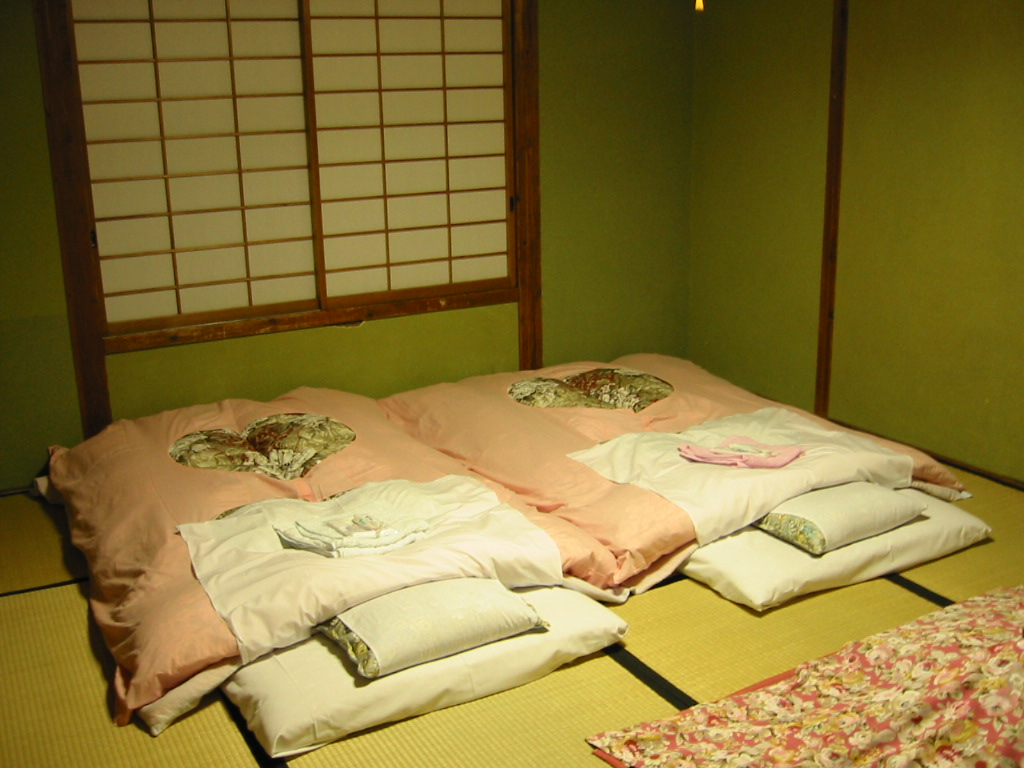
Futony

Futon (japonsky: 布団) je tvrdá, tenká matrace která pochází z Japonska. Matrace se po každém použití složí do role.
Futon je velmi jednoduchý a skladný, výplň futonových matrací se skládá výhradně z přírodních materiálů jako jsou bavlna nebo vlna. Je čistě funkčním předmětem, dá se velmi jednoduše srolovat a přenést (uschovat). Futony bývají vyrobeny z hrubé bavlněné látky bez ozdob či vzorů.
Tradičně se futon pokládá na rohož zvanou tatami.
Obrovskou výhodou futonů je maximální přizpůsobivost lidskému tělu, vytvarují se přesně podle potřeby.
Tvrdost futonu si navíc můžete určovat vybráním vnitřní výplně.